# Maren Hammerschmidt
Maren Hammerschmidt (Frankenberg, 24 de octubre de 1989) es una deportista alemana que compite en biatlón.
Ganó dos medallas en el Campeonato Mundial de Biatlón, oro en 2017 y bronce en 2016, y tres medallas en el Campeonato Europeo de Biatlón entre los años 2012 y 2015.

## Palmarés internacional
| Campeonato Mundial | Campeonato Mundial           | Campeonato Mundial | Campeonato Mundial |
| Año                | Lugar                        | Medalla            | Prueba             |
| ------------------ | ---------------------------- | ------------------ | ------------------ |
| 2016               | Oslo (Noruega)               | Medalla de bronce  | Relevo             |
| 2017               | Hochfilzen (Austria)         | Medalla de oro     | Relevo             |
| Campeonato Europeo |                              |                    |                    |
| Año                | Lugar                        | Medalla            | Prueba             |
| 2012               | Osrblie (Eslovaquia)         | Medalla de bronce  | Relevo             |
| 2014               | Nové Město (República Checa) | Medalla de plata   | Relevo             |
| 2015               | Otepää (Estonia)             | Medalla de plata   | Relevo             |